# بورالاندا
بورالاندا (به لاتین: Boralanda) یک منطقهٔ مسکونی در سری‌لانکا است که در ناحیه بادولا واقع شده‌است.